# Glenea mutata
Glenea mutata är en skalbaggsart som beskrevs av Charles Joseph Gahan 1889. Glenea mutata ingår i släktet Glenea och familjen långhorningar.
Artens utbredningsområde är Laos. Inga underarter finns listade i Catalogue of Life.